# Kuaizhou
Kuaizhou (chinesisch 快舟, Pinyin Kuàizhōu – „Schnelles Boot“) ist der Name einer chinesischen Trägerraketenfamilie.

## Kuaizhou-1
Nachdem das Ministerium für Wissenschaft und Technologie 2005 das Projekt genehmigt hatte,
wurde die Kuaizhou-1 (KZ-1) ab 2009 von der China Aerospace Science and Industry Corporation (CASIC) über mehrere Zwischenschritte aus der erfolglosen Trägerrakete Kaituozhe 1 entwickelt, die ihrerseits auf der Interkontinentalrakete Dongfeng 31 beruhte.
Es handelt sich um eine Dreistufen-Festtreibstoffrakete mit einer zusätzlichen Flüssigkeitsraketen-Oberstufe, die direkt an der Nutzlast angebracht ist. Die Trägerrakete ist etwa 18 m lang und hat einen Durchmesser von 1,7 m. Die Startmasse liegt zwischen 30 und 32 Tonnen bei einer Nutzlast von rund 430 kg auf eine 500 km hohe sonnensynchrone Bahn (SSO). Nach einem Testflug ohne Nutzlast im Jahr 2012
erfolgte der erste Einsatz der Kuaizhou-1 am 25. September 2013, wobei ein seit 2005 an der Polytechnischen Universität Harbin entwickelter Erdbeobachtungssatellit, der ebenfalls den Namen „Kuaizhou-1“ trug, für das Nationalen Zentrum für Fernerkundung (国家遥感中心) in den Orbit befördert wurde.

## Kuaizhou-1A
Seit Februar 2016 ist die ExPace Technology GmbH in Wuhan für Bau und Weiterentwicklung der Rakete zuständig. ExPace ist eine Tochtergesellschaft der China Space Sanjiang Group Corporation, aus historischen Gründen auch bekannt als „Vierte Akademie“ (四院). Diese Firma ist nicht zu verwechseln mit der ebenfalls als „Vierte Akademie“ bekannten Akademie für Feststoffraketentriebwerkstechnik, einer Tochterfirma der China Aerospace Science and Technology Corporation. Beide Firmen gingen am 1. Juli 1999 aus der „Dachgesellschaft für Raumfahrtindustrie“ (中国航天工业总公司, Pinyin Zhōngguó Hángtiān Gōngyè Zǒnggōngsī) hervor.
Das neue Modell, die Kuaizhou-1A (快舟一号甲, Pinyin Kuàizhōu Yīhào Jiǎ), dient hauptsächlich dazu, kleinere Satelliten mit einem Gewicht von ca. 300 kg in eine erdnahe Umlaufbahn zu befördern, oder 200 kg in eine sonnensynchrone Bahn von 700 km Höhe. Anders als Kuaizhou-1, bei der die Nutzlast mit der oberen Raketenstufe verbunden blieb, kann die Kuaizhou-1A die transportierten Satelliten in eigene Umlaufbahnen aussetzen. Der Durchmesser der Rakete ist mit 1,4 m etwas geringer als bei der Kuaizhou-1, dafür ist sie mit 20 m etwas länger; die Rakete besitzt eine Startmasse von 30 t. Wie ihr Vorgängermodell hat die Kuaizhou-1A drei Stufen mit jeweils einem nicht lenkbaren Feststoffraketentriebwerk, das solange brennt, bis der Treibstoff verbraucht ist. Dazu kommt noch eine vierte Stufe mit steuerbarem Flüssigkeitsraketentriebwerk.
Der erste Start erfolgte am 9. Januar 2017.
Anders als sonst üblich, startet die ExPace GmbH diese Raketen nicht in der Reihenfolge, wie sie hergestellt wurden. So wurde die zweite Rakete der Serie, KZ-1A Y2 (das „Y“ steht für 遥 bzw. yáo), erst am 7. Dezember 2019 beim sechsten Start eingesetzt. Die Raketen KZ-1A Y3, Y4 und Y5 wurden Anfang September 2020 in einem geschlossenen Transport zum Kosmodrom Jiuquan gebracht.
Nachdem es beim Start der ersten dieser drei alten Raketen am 12. September 2020 einen Fehlschlag gegeben hatte, wurde der Start von Y4 und Y5 auf den Herbst 2021 verschoben.
Gleichzeitig wurden an der seit Februar 2021 im Kuaizhou Raketenindustriepark auf der Nationalen Raumfahrtindustrie-Basis in Wuhan montierten Rakete Verbesserungen vorgenommen.
Auf der Basis der Kuaizhou-1A arbeitet ExPace auch an der Kuaizhou-1B (快舟一号乙); am 6. Juli 2021 erteilte die Sanjiang Group die Genehmigung, mit der konkreten Entwicklung zu beginnen.
Der Hauptunterschied zur Kuaizhou-1A ist, dass die Röhren der zweiten und dritten Stufe aus kohlenstofffaserverstärktem Kunststoff bestehen, wodurch sich die Herstellungskosten der Rakete verringern. Die neuen Röhren werden vom Harbiner Institut für Glasfaserkunststoff (哈尔滨玻璃钢研究院有限公司) beigesteuert, einer Tochterfirma der China National Building Material Group Corporation.
Im Dezember 2024 startete erstmals eine verbesserte Version der Kuaizhou-1A mit einer Nutzlastkapazität von 450 kg.

## Kuaizhou-11
Wie die anderen Modelle der Kuaizhou-Familie wird die reine Feststoffrakete KZ-11 (快舟十一号) von einem speziellen Lastwagenanhänger aus gestartet und ist damit schnell und flexibel einsetzbar. Anders als zum Beispiel die Feststoffrakete Langer Marsch 11 wird diese Rakete nicht aus einem röhrenförmigen Transport- und Startbehälter gestartet, sondern freistehend. Nur die Nutzlastverkleidung ist während des Transports von einer aufklappbaren Schutzhaube umgeben.
Die Rakete, deren tragende Struktur aus einem kohlenstofffaserverstärkten Kunststoff gefertigt ist, besitzt einen Durchmesser von 2,2 m, ihre Startmasse beträgt 78 t. Sie ist für Nutzlasten bis 1000 kg vorgesehen bezogen auf eine 700 km hohe SSO-Bahn. In eine erdnahe Umlaufbahn kann die KZ-11 Nutzlasten mit einem Gesamtgewicht von bis zu 1500 kg befördern.
Beim Erstflug am 10. Juli 2020 zeigte die Rakete kurz nach dem Start eine Fehlfunktion, der Orbit wurde nicht erreicht.
Der zweite Startversuch am 7. Dezember 2022 war dagegen erfolgreich. Die Rakete brachte für das Chinesische Verkehrskommunikationszentrum (中国交通通信信息中心), eine Einrichtung entfernt vergleichbar dem deutschen Norddeich Radio, einen von der Xingyun Technologie GmbH, einer Schwestergesellschaft der ExPace Technology innerhalb der Sanjiang-Gruppe, hergestellten Technologieerprobungssatelliten für maritimen UKW-Datenfunk in eine sonnensynchrone Umlaufbahn.

## Zukünftige Entwicklung
Eines der wichtigsten Projekte der Sanjiang Group ist derzeit die zweistufige Trägerrakete Kuaizhou-21 (快舟二十一号) mit einem Durchmesser von 4,2 m. Mit der neuen Rakete, die für eine Nutzlast von 20 t in einen erdnahen Orbit vorgesehen ist, werden Kosten pro Kilogramm Nutzlast von 10.000 US-Dollar angestrebt. Die Rakete soll eine erste Stufe mit einem Festtreibstoff-Triebwerk, eine zweite Stufe mit einem Flüssigkeitstriebwerk und – in der Variante Kuaizhou-21A – zwei von der Akademie für Feststoffraketentriebwerkstechnik entwickelte Booster mit jeweils 2 m Durchmesser und zwei hintereinander angeordneten Brennkammern haben.
Das mit der kryogenen Treibstoffkombination Flüssigsauerstoff und Methan arbeitende, wiederzündbare Triebwerk mit einer Schubkraft von 700 kN absolvierte Anfang November 2023 einen Dauertest von 200 Sekunden auf dem Prüfstand.
In einer frühen Planungsphase befindet sich die Kuaizhou-31 mit einem Durchmesser von 4,2 m. Diese Rakete soll eine Nutzlast von bis zu 70 t in einen erdnahen Orbit bringen – fast dreimal so viel wie Chinas bislang stärkste Rakete Langer Marsch 5B – wodurch die Startkosten auf 5000 Dollar pro Kilogramm sinken.

## Startliste
Dies ist eine vollständige Startliste der Kuaizhou-Raketen, Stand 1. August 2025.
| Lfd. Nr.                                                                          | Typ Seriennr.                                                                     | Zeitpunkt (UTC)                                                                   | Startplatz                                                                        | Nutzlast 1                                                                        | Art der Nutzlast                                                                  | Nutzlastmasse 2                                                                   | Aussetzorbit ca.                                                                          | Anmerkungen                                                                              |                                                                                   |
| 2012 – 2013 – 2014 – 2017 – 2018 – 2019 – 2020 – 2021 – 2022 – 2023 – 2024 – 2025 | 2012 – 2013 – 2014 – 2017 – 2018 – 2019 – 2020 – 2021 – 2022 – 2023 – 2024 – 2025 | 2012 – 2013 – 2014 – 2017 – 2018 – 2019 – 2020 – 2021 – 2022 – 2023 – 2024 – 2025 | 2012 – 2013 – 2014 – 2017 – 2018 – 2019 – 2020 – 2021 – 2022 – 2023 – 2024 – 2025 | 2012 – 2013 – 2014 – 2017 – 2018 – 2019 – 2020 – 2021 – 2022 – 2023 – 2024 – 2025 | 2012 – 2013 – 2014 – 2017 – 2018 – 2019 – 2020 – 2021 – 2022 – 2023 – 2024 – 2025 | 2012 – 2013 – 2014 – 2017 – 2018 – 2019 – 2020 – 2021 – 2022 – 2023 – 2024 – 2025 | 2012 – 2013 – 2014 – 2017 – 2018 – 2019 – 2020 – 2021 – 2022 – 2023 – 2024 – 2025         | 2012 – 2013 – 2014 – 2017 – 2018 – 2019 – 2020 – 2021 – 2022 – 2023 – 2024 – 2025        | 2012 – 2013 – 2014 – 2017 – 2018 – 2019 – 2020 – 2021 – 2022 – 2023 – 2024 – 2025 |
| 2012                                                                              | 2012                                                                              | 2012                                                                              | 2012                                                                              | 2012                                                                              | 2012                                                                              | 2012                                                                              | 2012                                                                                      | 2012                                                                                     |                                                                                   |
| --------------------------------------------------------------------------------- | --------------------------------------------------------------------------------- | --------------------------------------------------------------------------------- | --------------------------------------------------------------------------------- | --------------------------------------------------------------------------------- | --------------------------------------------------------------------------------- | --------------------------------------------------------------------------------- | ----------------------------------------------------------------------------------------- | ---------------------------------------------------------------------------------------- | --------------------------------------------------------------------------------- |
| 01                                                                                | KZ-1                                                                              | 17. März 2012                                                                     | Jiuquan                                                                           | unbekannt                                                                         | unbekannt                                                                         |                                                                                   |                                                                                           | Testflug                                                                                 |                                                                                   |
| 2013                                                                              |                                                                                   |                                                                                   |                                                                                   |                                                                                   |                                                                                   |                                                                                   |                                                                                           |                                                                                          |                                                                                   |
| 02                                                                                | KZ-1                                                                              | 25. Sep. 2013 04:37                                                               | Jiuquan                                                                           | Kuaizhou-1                                                                        | Erdbeobachtungssatellit                                                           |                                                                                   | 275 × 293 km, 96,7°                                                                       | Erfolg                                                                                   |                                                                                   |
| 2014                                                                              |                                                                                   |                                                                                   |                                                                                   |                                                                                   |                                                                                   |                                                                                   |                                                                                           |                                                                                          |                                                                                   |
| 03                                                                                | KZ-1                                                                              | 21. Nov. 2014 06:37                                                               | Jiuquan                                                                           | Kuaizhou-2                                                                        | Erdbeobachtungssatellit                                                           |                                                                                   | 285 × 301 km, 96,6°                                                                       | Erfolg                                                                                   |                                                                                   |
| 2017                                                                              |                                                                                   |                                                                                   |                                                                                   |                                                                                   |                                                                                   |                                                                                   |                                                                                           |                                                                                          |                                                                                   |
| 04                                                                                | KZ-1A Y1                                                                          | 9. Jan. 2017 04:11                                                                | Jiuquan                                                                           | Jilin 1 SP03 Xingyun Shiyan 1 Kaidun-1                                            | Erdbeobachtungssatellit Technologieerprobungssatellit                             | 165 kg 2,79 kg 2,72 kg                                                            | 531 × 545 km, SSO 531 × 546 km, SSO 529 × 542 km, SSO                                     | Erfolg                                                                                   |                                                                                   |
| 2018                                                                              |                                                                                   |                                                                                   |                                                                                   |                                                                                   |                                                                                   |                                                                                   |                                                                                           |                                                                                          |                                                                                   |
| 05                                                                                | KZ-1A Y8                                                                          | 29. Sep. 2018 04:13                                                               | Jiuquan                                                                           | CentiSpace 1-S1                                                                   | Navigationsunterstützungssatellit                                                 |                                                                                   | 697 × 708 km, SSO                                                                         | Erfolg                                                                                   |                                                                                   |
| 2019                                                                              |                                                                                   |                                                                                   |                                                                                   |                                                                                   |                                                                                   |                                                                                   |                                                                                           |                                                                                          |                                                                                   |
| 06                                                                                | KZ-1A Y10                                                                         | 30. Aug. 2019 23:41                                                               | Jiuquan                                                                           | Taiji-1 (KX-09) Xiaoxiang-1 07                                                    | Technologieerprobungssatellit Forschungssatellit                                  |                                                                                   | 592 × 608 km, SSO 592 × 621 km, SSO                                                       | Erfolg                                                                                   |                                                                                   |
| 07                                                                                | KZ-1A Y11                                                                         | 13. Nov. 2019 03:40                                                               | Jiuquan                                                                           | Jilin 1 Gaofen 02A                                                                | Erdbeobachtungssatellit                                                           | 230 kg                                                                            | 531 × 547 km, SSO                                                                         | Erfolg                                                                                   |                                                                                   |
| 08                                                                                | KZ-1A Y7                                                                          | 17. Nov. 2019 10:00                                                               | Jiuquan                                                                           | KL-Alpha A KL-Alpha B                                                             | 2 Technologieerprobungssatelliten                                                 | 70 kg 90 kg                                                                       | 1044 × 1058 km, 88,9° 1045 × 1432 km, 88,9°                                               | Erfolg                                                                                   |                                                                                   |
| 09                                                                                | KZ-1A Y2                                                                          | 7. Dez. 2019 02:55                                                                | Taiyuan                                                                           | Jilin 1 Gaofen 02B                                                                | Erdbeobachtungssatellit                                                           |                                                                                   | 532 × 546 km, SSO                                                                         | Erfolg                                                                                   |                                                                                   |
| 10                                                                                | KZ-1A Y12                                                                         | 7. Dez. 2019 08:52                                                                | Taiyuan                                                                           | HEAD-2A/2B Tianqi 4A, 4B Tianyi-16 Tianyi-17                                      | 2× AIS-Satellit 2× Internet der Dinge Erdbeobachtungssatellit                     | 2× 45 kg 2× 8 kg 0                                                                | 495 × 510 km, SSO                                                                         | Erfolg                                                                                   |                                                                                   |
| 2020                                                                              |                                                                                   |                                                                                   |                                                                                   |                                                                                   |                                                                                   |                                                                                   |                                                                                           |                                                                                          |                                                                                   |
| 11                                                                                | KZ-1A Y9                                                                          | 16. Jan. 2020 03:02                                                               | Jiuquan                                                                           | Yinhe-1                                                                           | Technologieerprobungssatellit                                                     | 227 kg                                                                            | ca. 536 km, 86,4°                                                                         | Erfolg                                                                                   |                                                                                   |
| 12                                                                                | KZ-1A Y6                                                                          | 12. Mai 2020 01:16                                                                | Jiuquan                                                                           | Xingyun 2-01 Xingyun 2-02                                                         | Kommunikationssatelliten                                                          | 93 kg                                                                             | SSO                                                                                       | Erfolg                                                                                   |                                                                                   |
| 13                                                                                | KZ-11 Y1                                                                          | 10. Juli 2020 04:17                                                               | Jiuquan                                                                           | Jilin 1 Gaofen 02E CentiSpace 1-S2                                                | Erdbeobachtungssatellit Navigationsunterstützungssatellit                         |                                                                                   | SSO                                                                                       | Fehlschlag Anscheinend funktionierte die Rakete zumindest bis zur ersten Stufentrennung. |                                                                                   |
| 14                                                                                | KZ-1A Y3                                                                          | 12. Sep. 2020 05:02                                                               | Jiuquan                                                                           | Jilin 1 Gaofen 02C                                                                | Erdbeobachtungssatellit                                                           | 230 kg                                                                            | 535 km                                                                                    | Fehlschlag                                                                               |                                                                                   |
| 2021                                                                              |                                                                                   |                                                                                   |                                                                                   |                                                                                   |                                                                                   |                                                                                   |                                                                                           |                                                                                          |                                                                                   |
| 15                                                                                | KZ-1A Y4                                                                          | 27. Sep. 2021 06:19                                                               | Jiuquan                                                                           | Jilin 1 Gaofen 02D                                                                | Erdbeobachtungssatellit                                                           |                                                                                   | 532 × 545 km, 97,5°                                                                       | Erfolg                                                                                   |                                                                                   |
| 16                                                                                | KZ-1A Y5                                                                          | 27. Okt. 2021 06:19                                                               | Jiuquan                                                                           | Jilin 1 Gaofen 02F                                                                | Erdbeobachtungssatellit                                                           |                                                                                   | 535 km                                                                                    | Erfolg                                                                                   |                                                                                   |
| 17                                                                                | KZ-1A Y13                                                                         | 24. Nov. 2021 23:41                                                               | Jiuquan                                                                           | Shiyan-11                                                                         | Technologieerprobungssatellit                                                     |                                                                                   | 489 × 502 km                                                                              | Erfolg                                                                                   |                                                                                   |
| 18                                                                                | KZ-1A Y14                                                                         | 15. Dez. 2021 02:00                                                               | Jiuquan                                                                           | 2× Geesat                                                                         | Navigationssatelliten                                                             |                                                                                   |                                                                                           | Fehlschlag                                                                               |                                                                                   |
| 2022                                                                              |                                                                                   |                                                                                   |                                                                                   |                                                                                   |                                                                                   |                                                                                   |                                                                                           |                                                                                          |                                                                                   |
| 19                                                                                | KZ-1A Y15                                                                         | 22. Juni 2022 02:08                                                               | Jiuquan                                                                           | Tianxing-1                                                                        | geheime Mission                                                                   |                                                                                   | 284 × 300 km, 96,8°                                                                       | Erfolg                                                                                   |                                                                                   |
| 20                                                                                | KZ-1A Y16                                                                         | 23. Aug. 2022 02:36                                                               | Xichang                                                                           | Chuangxin 16                                                                      | Technologieerprobungssatellit, vier Wochen später in zwei Satelliten aufgespalten |                                                                                   | 597 × 603 km, 29,0°                                                                       | Erfolg                                                                                   |                                                                                   |
| 21                                                                                | KZ-1A Y17                                                                         | 6. Sep. 2022 02:24                                                                | Jiuquan                                                                           | CentiSpace 1-S3 CentiSpace 1-S4                                                   | Navigationsunterstützungssatelliten                                               | 97 kg                                                                             | 697 × 714 km, 53,5° 698 × 714 km, 53,5°                                                   | Erfolg                                                                                   |                                                                                   |
| 22                                                                                | KZ-1A Y18                                                                         | 24. Sep. 2022 22:55                                                               | Taiyuan                                                                           | Shiyan-14 Shiyan-15                                                               | Technologieerprobungssatellit Erdbeobachtungssatellit                             |                                                                                   | SSO                                                                                       | Erfolg                                                                                   |                                                                                   |
| 23                                                                                | KZ-11 Y2                                                                          | 7. Dez. 2022 01:15                                                                | Jiuquan                                                                           | Jiaotong VDES Shiyan                                                              | Technologieerprobungssatellit                                                     |                                                                                   | SSO                                                                                       | Erfolg                                                                                   |                                                                                   |
| 2023                                                                              |                                                                                   |                                                                                   |                                                                                   |                                                                                   |                                                                                   |                                                                                   |                                                                                           |                                                                                          |                                                                                   |
| 24                                                                                | KZ-1A Y19                                                                         | 22. März 2023 09:09                                                               | Jiuquan                                                                           | Tianmu 1-03 – 06                                                                  | 4 Wetterbeobachtungssatelliten                                                    |                                                                                   | SSO                                                                                       | Erfolg                                                                                   |                                                                                   |
| 25                                                                                | KZ-1A Y20                                                                         | 9. Juni 2023 02:35                                                                | Jiuquan                                                                           | Longjiang-3                                                                       | Technologieerprobungssatellit                                                     | 160 kg                                                                            | 497 × 507 km, 49,1°                                                                       | Erfolg                                                                                   |                                                                                   |
| 26                                                                                | KZ-1A Y21                                                                         | 20. Juli 2023 03:20                                                               | Jiuquan                                                                           | Tianmu 1 07–10                                                                    | 4 Wetterbeobachtungssatelliten                                                    |                                                                                   | SSO                                                                                       | Erfolg                                                                                   |                                                                                   |
| 27                                                                                | KZ-1A Y22                                                                         | 14. Aug. 2023 05:32                                                               | Xichang                                                                           | Head 3A Head 3B Head 3C Head 3D Head 3E                                           | 5 UKW-Datenaustauschsatelliten                                                    |                                                                                   | 706 × 716 km, 45° 704 × 712 km, 45° 702 × 711 km, 45° 699 × 710 km, 45° 696 × 708 km, 45° | Erfolg                                                                                   |                                                                                   |
| 28                                                                                | KZ-1A Y26                                                                         | 25. Dez. 2023 01:00                                                               | Jiuquan                                                                           | Tianmu 1 11–14                                                                    | 4 Wetterbeobachtungssatelliten                                                    |                                                                                   | 531 × 517 km, 95,1°                                                                       | Erfolg                                                                                   |                                                                                   |
| 29                                                                                | KZ-1A Y27                                                                         | 27. Dez. 2023 06:50                                                               | Jiuquan                                                                           | Tianmu 1 19–23                                                                    | 4 Wetterbeobachtungssatelliten                                                    |                                                                                   | 531 × 517 km, 97,4°                                                                       | Erfolg                                                                                   |                                                                                   |
| 2024                                                                              |                                                                                   |                                                                                   |                                                                                   |                                                                                   |                                                                                   |                                                                                   |                                                                                           |                                                                                          |                                                                                   |
| 30                                                                                | KZ-1A Y28                                                                         | 5. Jan. 2024 11:20                                                                | Jiuquan                                                                           | Tianmu 1 15–18                                                                    | 4 Wetterbeobachtungssatelliten                                                    |                                                                                   | 536 × 523 km, 97,5°                                                                       | Erfolg                                                                                   |                                                                                   |
| 31                                                                                | KZ-1A Y24                                                                         | 11. Jan. 2024 03:52                                                               | Jiuquan                                                                           | Tianxing-1 02                                                                     | geheime Mission                                                                   |                                                                                   | 320 × 354 km, 95,1°                                                                       | Erfolg                                                                                   |                                                                                   |
| 32                                                                                | KZ-11 Y4                                                                          | 21. Mai 2024 04:15                                                                | Jiuquan                                                                           | Luojia 3-01 (Wuhan 1) Chaodigui Jishu Shiyan Tianyan (Xingshidai) 22 Lingque-3 01 | Erdbeobachtung Technologieerprobung ?                                             |                                                                                   |                                                                                           | Erfolg                                                                                   |                                                                                   |
| 33                                                                                | KZ-1A                                                                             | 20. Sep. 2024 09:43                                                               | Xichang                                                                           | Tianqi 29–32                                                                      | Kommunikationssatelliten                                                          |                                                                                   |                                                                                           | Erfolg                                                                                   |                                                                                   |
| 34                                                                                | KZ-1A Pro                                                                         | 4. Dez. 2024 04:46                                                                | Xichang                                                                           | Haishao-1                                                                         | Fernerkundungssatellit                                                            |                                                                                   |                                                                                           | Erfolg                                                                                   |                                                                                   |
| 2025                                                                              |                                                                                   |                                                                                   |                                                                                   |                                                                                   |                                                                                   |                                                                                   |                                                                                           |                                                                                          |                                                                                   |
| 35                                                                                | KZ-1A                                                                             | 1. März 2025 10:00                                                                | Jiuquan                                                                           |                                                                                   |                                                                                   |                                                                                   |                                                                                           | Fehlschlag                                                                               |                                                                                   |
| 36                                                                                | KZ-1A                                                                             | 31. Juli 2025                                                                     | Xichang                                                                           | PRSC-S1                                                                           | Erdbeobachtungssatellit                                                           |                                                                                   |                                                                                           | Erfolg                                                                                   |                                                                                   |